# Waylon & Willie
Waylon & Willie è il trentacinquesimo album di Waylon Jennings, che in questo disco con Willie Nelson esegue individualmente tre pezzi (altrettanti da parte di Willie Nelson) e cinque in duetto. L'album, che fu pubblicato dalla RCA Victor nel gennaio del 1978, entrò nelle classifiche pop statunitensi e vinse un Grammy Award per la migliore performance in duo.
Nel 1995 la RCA Records pubblicò Waylon & Willie su CD, che a differenza dell'LP originale contiene solo otto brani.

## Tracce
Lato A
1. Mammas Don't Let Your Babies Grow Up to Be Cowboys – 2:30 (Ed Bruce, Patsy Bruce)
2. The Year 2003 Minus 25 – 3:03 (Kris Kristofferson)
3. Pick Up the Tempo – 2:32 (Willie Nelson)
4. If You Can Touch Her at All – 3:03 (Lee Clayton)
5. Lookin' for a Feeling – 2:25 (Waylon Jennings)
6. It's not Supposed to Be That Way – 3:20 (Willie Nelson)

Lato B
1. I Can Get Off on You – 2:20 (Waylon Jennings, Willie Nelson)
2. Don't Cuss the Fiddle – 3:03 (Kris Kristofferson)
3. Gold Dust Woman – 3:53 (Stevie Nicks)
4. A Couple More Years – 3:55 (Dennis Lacorriere, Shel Silverstein)
5. The Wurlitzer Prize (I Don't Want to Get Over You) – 2:05 (Bobby Emmons, Chips Moman)

## Musicisti
- Waylon Jennings - voce, chitarra
- Willie Nelson - voce, chitarra
- Fred Carter - chitarra
- Reggie Young - chitarra
- Tony Joe White - chitarra
- Gordon Payne - chitarra
- Ralph Mooney - steel guitar, dobro
- Bobby Wood - pianoforte, tastiere
- Barney Robertson - pianoforte, tastiere
- Don Brooks - armonica
- Mike Leach - basso
- Sherman Hayes - basso
- Bee Spears - basso
- Richie Albright - batteria